# Светска баштина у Кини
Ово је листа Унескове светске баштине у Кини . Кина има укупно 55 регистровани места, што је ставља на сами светски врх, заједно са Италијом (с тим да Кина има једну заједничку локацију, док Италија дели шест локација са суседним земљама). Кина је ратификовала Конвенцију о заштити светске културне и природне баштине 12. децембра 1985. 

## Преглед
Од приступања 1985. године, Међународној конвенцији о заштити светске културне и природне баштине , Кина ,до данас, има 55 места светске баштине; од којих су 37 места културног наслеђа, 14 су места природног наслеђа и 4 су места културне и природне (мешовите) баштине, што је смешта на прво место у свету.
Поред тога, постоји и неколико кинеских докумената уписаних на Унескову листу Сећање света  која региструје светско документарно наслеђе. Кина такође има богато нематеријално културно наслеђе, са неколико њих уписаних на Унесковуву листу "Ремек-дела усменог и нематеријалног наслеђа човечанства" .

## Мапа
Легенда: Место културне баштине; Природно наслеђе;  Мешовита локација
 

## Локалитети Светске баштине
* = Место светске културне баштине
† = Место светске природне баштине
* † = Светска културна и природна баштина (мешовито)
1. Царске палате династија Минг и Ћинг у Пекингу (Забрањени град) и у Шенјангу (палата Мукден) *, 1987
2. Маузолеј првог кинеског цара (Ћин Ши Хуанг) *, 1987
3. Пећине Могао  *, 1987
4. Планина Тајшан *†,  1987
5. Налазиште Пекиншког човека у Џоукоудијену *, 1987
6. Велики зид *, 1987
7. Хуан Шан планина *†, 1990
8. Област Хуанглонг у Сечуану † , 1992
9. Џиуџаигоу парк у Сечуану † , 1992
10. Планински ланац Улинјуан у провинцији Хунан † , 1992
11. Палате Потала и Норбулинка, као и храм Џоканг у Ласи , Тибет *, 1994
12. Таоистичка светилишта на планини Вуданг *, 1994
13. Храмови и летњиковац код града Ченгде *, 1994
14. Конфучијев храм, гробље и породична вила породице Конг у граду Ћуфу, провинција Шандунг *, 1994
15. Планина Емеи и статуа Буде у Лешану *†, 1996
16. Национални парк Лушан *, 1996
17. Стари град Пингјао *, 1997
18. Класични вртови Суџоуа *, 1997
19. Стари град Лиђанг *, 1997
20. Љетна палата у Пекингу *, 1998
21. Небески храм у Пекингу *, 1998
22. Скулптуре у стенама Дазуа *, 1999
23. Вуишан, Фуђен провинција *†, 1999
24. Стара села Сиди и Хунцун у провинцијаи Анхуеј *, 2000
25. Царске гробнице  династија Минг и Ћинг *, 2000
26. Лонгмен пећине *, 2000
27. Планина Ћиншенг и Дујиангјан систем наводњавања *, 2000
28. Пећине Јунганга , провинсија Шанси *, 2001
29. Три паралелне реке, провинција Јунан † , 2003
30. Рушевине и гробнице древног краљевства Когурио *, 2004
31. Историјски центар Макаоа *, 2005
32. Јин Шу, провинција Хебеј *, 2006
33. Резервати великог панде у Сечуану † , 2006
34. Дјаолоу куле у Каипингу и околним селима *, 2007
35. Јужнокинески карст † , 2007
36. Фуђен тулоу, 46 округлих грађевина од глине, провинција Фуђен *, 2008
37. Национални парк Санћиншан † , 2008
38. Вутај планина, провинција Шанси *, 2009
39. Повијесни споменици Денгфенга у „Средишту неба и земље“, Хенан *, 2010
40. Кинески Даншиа рељефи † , 2010
41. Западно језеро у Хангџоу, провинција Џеђанг *, 2011
42. Локалитет Ксанаду *, 2012
43. Налазиште фосила у Шенђану † , 2012
44. Тјен Шан, Синкјанг † , 2013
45. Терасаста поља риже Хунг Хани, провинција Јунан *, 2013
46. Пут свиле, мрежа путова у коридору Чанган-Тјен Шан *, 2014
47. Велики канал *, 2014
48. Места Туси *, 2015
49. Петроглифи на планини Хуа (Хуашан) *, 2016
50. Шумски дистрикт Шеннонгиа, провинција Хубеј † , 2016
51. Висораван Хошил, провинција Ћингхај † , 2017
52. Кулансу , историјско насеље, провинција Фуђен *, 2017
53. Фенђиншан, провинција Гуејџоу † , 2018
54. Уточишта птица селица на обали Жутог мора † , 2019
55. Археолошко налазиште  Лианг чу, * 2019